# مرسام فلكي

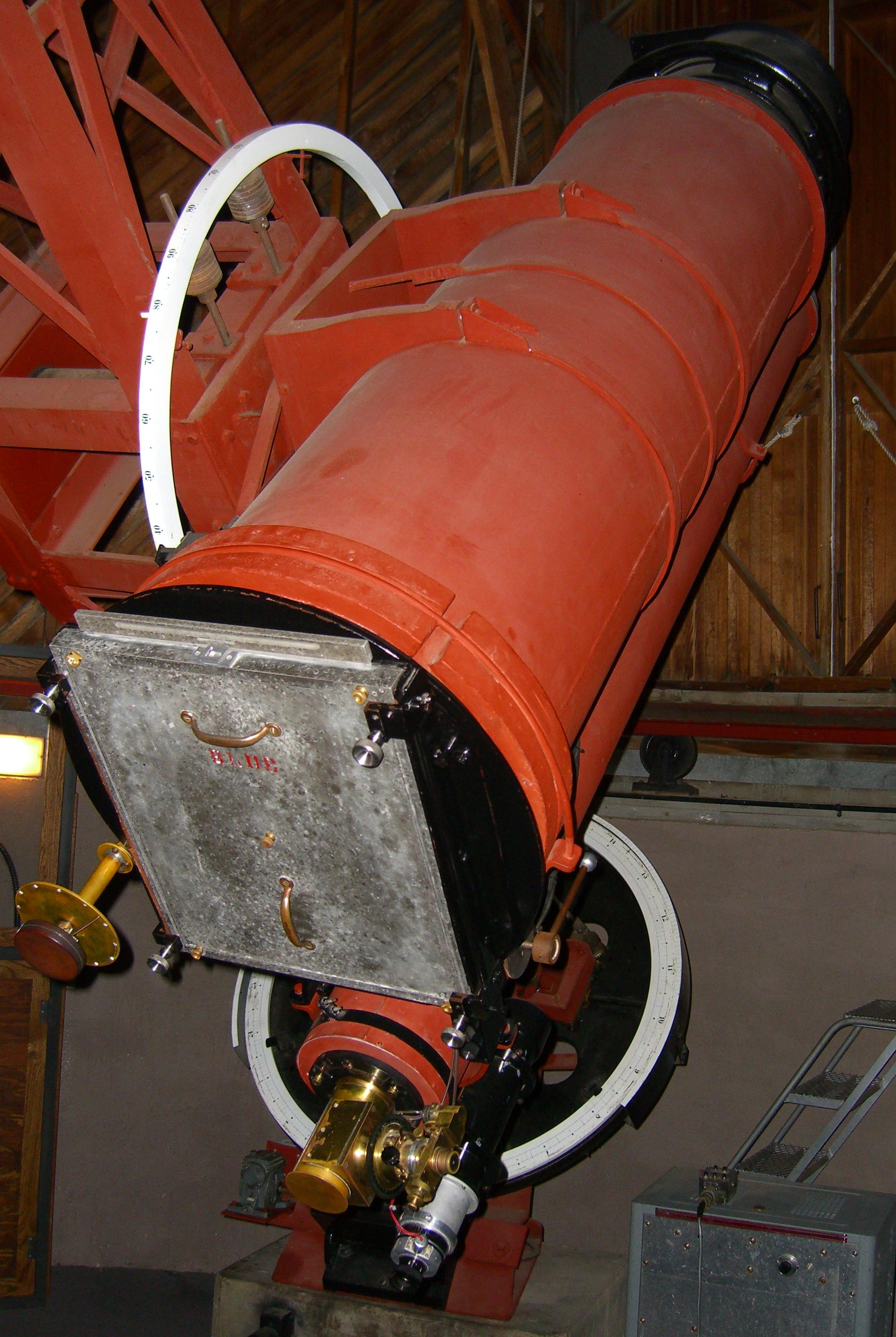
مرسام فلكي استخدم في اكتشاف بلوتو.

المرسام الفلكي أو مقراب تصوير فلكي (بالإنجليزية: Astrograph)‏ هو جهاز منظار كاسر ضوئي، وعادةً ما يستخدم في مجال الكشف الواسع في السماء ليلاً ومساعدة الكشف عن الكويكبات والنيازك والمذنبات.